# Ibn al-Khatib
Ibn al-Khatib o Lissan-ad-Din ibn al-Khatib (àrab: لسان الدين بن الخطيب, Lisān ad-Dīn b. al-Ḫaṭīb) (Loja, 15 de novembre de 1313 - Fez, 1375) fou un historiador, poeta, escriptor, físic i filòsof de l'emirat de Granada. El seu nom complet era Abu-Abd-Al·lah Muhàmmad ibn Abd-Al·lah ibn Saïd ibn Abd-Al·lah ibn Saïd ibn Alí ibn Àhmad as-Salmaní i va dur els làqabs Lissan-ad-Din i Dhu-l-wizaratayn.

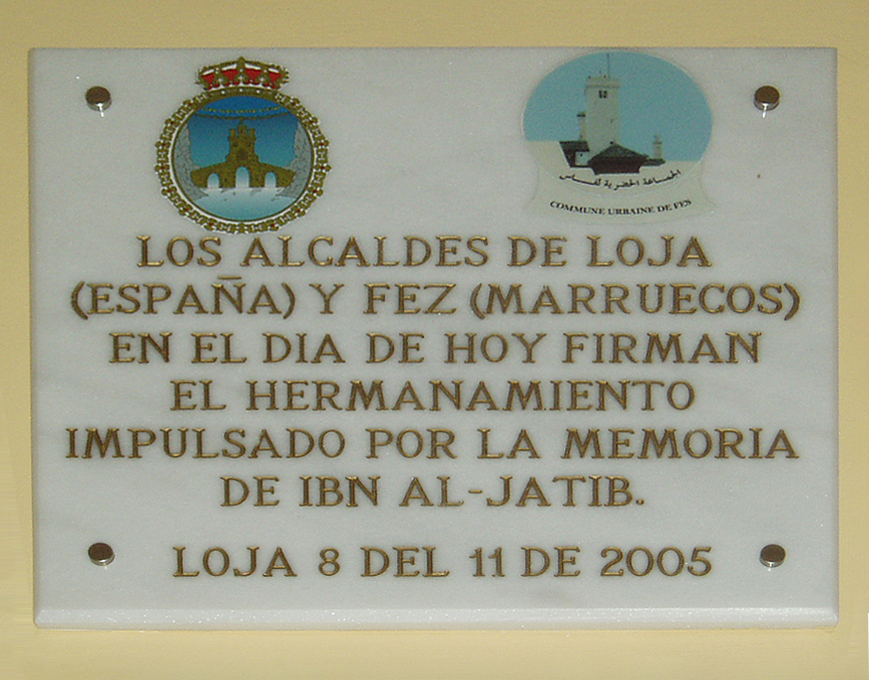
Ibn al-Khatib memorial

## Biografia
Va estudiar a Granada on el seu pare havia entrat al servei del sultà Abu-l-Walid Ismaïl. Va escriure diverses obres i a la mort del seu pare a la batalla del riu Salado o de Tarifa el 29 d'octubre de 1340 va entrar al servei del soldà Abu-l-Hajjaj Yússuf ibn Ismaïl com a secretari del visir Abu-l-Hàssan Alí al-Jayyab; quan aquest va morir de la pesta el gener del 1349 va ocupar les funcions de katib al-inxa de Muhàmmad V, però quan aquest fou enderrocat el 1358/1359 i fou assassinat l'hàjib Ridwan, que era el major protector d'Ibn al-Khatib, aquest fou empresonat.
Fou alliberat a petició del seu amic Ibn Marzuk, secretari del soldà marínida del Marroc, i es va exiliar a aquest país juntament amb Muhàmmad V. Després de visitar tot el país es va instal·lar a Salé i va escriure algunes obres. Quan Muhàmmad V va retornar al tron el març/abril del 1362, va tornar a Granada i va recuperar les seves funcions de visir sent llavors el principal càrrec de la cort; al cap d'uns anys es va sentir amenaçat i aprofitant un viatge d'inspecció es va dirigir a Ceuta i d'allí a Tlemcen (1371/1372) i fou acollit pel soldà marínida Abu-l-Faridh Abd-al-Aziz (1366-1372); sota el breu regnat del seu fill Abu-Zayyan Muhàmmad IV al-Saïd ibn Abd-al-Aziz es va rebutjar la petició de Muhàmmad V de Granada per ser entregat, en la qual insistia especialment el visir granadí Ibn Zamrak; quan Muhàmmad al-Saïd fou destronat i va pujar al tron Abu-l-Abbas Àhmad ibn Abi-Sàlim (1372-1374) la situació va canviar; un dels principals càrrecs del nou règim fou Sulayman ibn Dawud, enemic personal, que el va fer empresonar, i a petició d'Ibn Zamrak, el visir de Granada, fou jutjat, i encara que no hi va haver sentència definitiva fou finalment assassinat el maig/juny del 1375.
Fou el principal escriptor granadí de l'època entre el final del segle xiii i tot el segle xiv deixant obres sobre camps diversos com història, poesia, medicina, filosofia i altres.